# Encuentro en el abismo
Pour plus de détails, voir Fiche technique et Distribution.
Encuentro en el abismo (italien : Incontri con gli umanoidi) est un film de science-fiction italo-hispano-mexicain réalisé par Tonino Ricci et sorti en 1979.
Le film fait partie d'un courant cinématographique consacré au triangle des Bermudes et inspiré de l'ouvrage de Charles Berlitz, Le Triangle des Bermudes (The Bermuda Triangle, 1974), qui a connu un énorme succès et qui mêle vaguement extraterrestres, civilisations disparues, voyages dans le temps, épouvante et aventure (avec Le Mystère du triangle des Bermudes de René Cardona Jr. et Bermudes : Triangle de l'enfer de Ricci).

## Synopsis
Aux Bahamas, deux jeunes mariés reçoivent en cadeau de M. Miles (le père milliardaire de la mariée) un yacht avec lequel ils partent en voyage de noces. Pendant la douce lune de miel, cependant, le couple disparaît mystérieusement au large des Bermudes. Le père de la mariée, bien que fortement déconseillé par des  experts océanographes, organise une expédition pour la retrouver. Embarquant à bord d'un bateau dirigé par le jeune Scott, le riche Miles, avec l'aide du professeur Peters, commence les recherches, mais des événements étranges ne tardent pas à se produire.
Les caméras de plongée utilisées pour filmer ne transmettent étrangement rien, certains plongeurs après avoir plongé disparaissent inexplicablement et les photographies prises sur les fonds marins ne donnent rien lors du tirage. Miles, peu impressionné par ces événements étranges, décide lui-même de participer à la prochaine plongée et c'est à ce moment-là qu'une vérité choquante est révélée. Après avoir remarqué une source de lumière aveuglante au fond de la mer, les plongeurs sont attirés par celle-ci et se retrouvent soudain à l'intérieur d'un vaisseau spatial extraterrestre où se trouvent également toutes les autres personnes qui avaient disparu auparavant. 

## Fiche technique
- Titre original espagnol : Encuentro en el abismo ou Encuentros en el abismo
- Titre original italien : Incontri con gli umanoidi ou Uragano sulle Bermude ou L'ultimo S.O.S.[1]
- Réalisateur : Tonino Ricci (sous le nom d'« Anthony Richmond »)
- Scénario : Jaime Comas Gil
- Photographie : Raul Perez Cubero
- Montage : Giuliana Colangeli, Roberto Colangeli
- Musique : Stelvio Cipriani
- Effets spéciaux : Pablo Pérez
- Décors : Jaime Pérez Cubero
- Production : Andrés García (es)
- Société de production : Amanecer Films, Dionysio Cinematografica
- Pays de production :  Mexique -  Espagne -  Italie
- Langue originale : espagnol
- Format : Couleurs par Telecolor - Son mono - 35 mm
- Durée : 88 minutes
- Genre : Film de science-fiction
- Dates de sortie :
  - Italie : 5 avril 1979
  - Espagne : 11 février 1980
  - Mexique : 5 août 1982

## Distribution
- Andrés García (es) : Scott
- Gianni Garko : Mike
- Gabriele Ferzetti : Miles
- Manuel Zarzo : Peters
- Alfredo Mayo : Pop
- Alan Boyd : Ronnie
- Carole André : Mary